# Klaus Hoher
Klaus Hoher (* 15. Mai 1968 in Überlingen) ist ein deutscher Politiker (FDP) und seit April 2016 Abgeordneter im Landtag von Baden-Württemberg.

## Biografie
Klaus Hoher ist Landwirt und Unternehmer in Salem-Grasbeuren. Er gehört seit 2002 der FDP an. Seit 2009 hat er ein Mandat im Gemeinderat von Salem. Bei der Landtagswahl in Baden-Württemberg 2016 wurde er im Landtagswahlkreis Bodensee über ein Zweitmandat in den Landtag gewählt. Bei der Landtagswahl 2021 konnte er erneut über ein Zweitmandat in den Landtag einziehen. Klaus Hoher ist katholisch, verheiratet und hat zwei Kinder.